# Johannes Bumüller

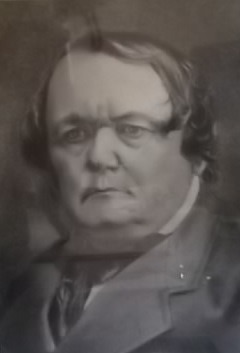
Johannes Bumüller (um 1870/80)

Johannes Bumüller  (* 29. Dezember 1811 in Schelklingen; † 13. September 1890 in Ravensburg) war ein deutscher Gymnasialprofessor, Redakteur und katholischer Schriftsteller.

## Leben
Johannes Bumüller wurde als Sohn des Tuchmachers und Stadtrats Johann Georg Bumiller und dessen Ehefrau Gertrud, geb. Zagst, geboren und auf den Vornamen Johannes Evangelist getauft. Der begabte Knabe besuchte zunächst die Volksschule in Schelklingen, dann von Herbst 1822 an das Gymnasium in Ehingen/Donau und seit 1827 das niedere Konvikt Rottweil, um im Wintersemester 1831/32 in das Wilhelmsstift aufgenommen zu werden. An der Universität Tübingen studierte Bumüller zunächst katholische Theologie, mit dem Ziel, eine geistliche Laufbahn einzuschlagen, schied aber im Herbst 1834 auf eigenen Wunsch aus, und studierte Klassische Philologie und Philosophie bis zum Wintersemester 1834/35. Nach seinem Austritt aus dem Wilhelmsstift musste er dem Stift die entstandenen Konviktskosten in Höhe von 900 Gulden erstatten, weshalb er sich gleich nach Ende des Studiums im Februar 1835 genötigt sah, einem Broterwerb nachzugehen. Sein Studium der Philologie schloss er mit dem Doktor der Philosophie der Universität Tübingen ab.
Seine erste Stelle bezog Bumüller als Oberlehrer am Thurgauischen Seminar in Kreuzlingen (Schweiz). Schon im Juli 1837 war er in der Lage, die 900 Gulden vollends zurückzubezahlen. Am 31. Juli 1837 wurde er zum Schulinspektor des Bezirks Gottlieben ernannt. Im Juli 1840 absolvierte er das Examen zum Gymnasialprofessor. 1842 bewarb er sich um die Professorenstelle am Gymnasium Ehingen, und nochmals 1843 ebenda um eine Lehrerstelle am Untergymnasium. 1846 bemühte er sich um das Präzeptorat Spaichingen und im gleichen Jahr ebenfalls nochmals um eine Anstellung in Ehingen. Seine Bewerbungen waren offenbar nicht erfolgreich, und Bumüller verblieb zunächst weiterhin in Kreuzlingen.
Infolge der Auswirkungen der Revolution von 1848 im Kanton Thurgau, die seiner politischen und kirchlichen Einstellung nicht zusagte, kam er 1849 nach Stuttgart, wo er einige Jahre lang das Deutsche Volksblatt redigierte. In den 1850er Jahren übersiedelte er nach Freiburg im Breisgau, wo er den Redaktionsstab der ersten Auflage von Herders Conversations-Lexikon leitete, ebenso wie für die ersten Bände der von 1875 bis 1879 erschienenen zweiten Auflage.
Seit 1857 lebte Bumüller in Ravensburg, wo er eine Zeitlang die Schriftleitung des Oberschwäbischen Anzeigers besorgte. Er war ein gesuchter Mitarbeiter katholischer Zeitungen, wie des Stuttgarter Deutschen Volksblattes und der Kölnischen Volkszeitung. Er war auch an der Gründung des Pius-Werkes (jetzt Katholisches Männerwerk) beteiligt. 1868 gehörte er zu den Gründungsmitgliedern des Vereins für Geschichte des Bodensees und seiner Umgebung.
Die von ihm (mit-)verfassten und durch den Herder-Verlag, Freiburg im Breisgau, herausgegebenen Lesebücher für die Volksschulen erreichten 1888 die 78. Auflage. Ebenso verbreitet an katholischen Schulen war sein Lehrwerk für den Geschichtsunterricht Die Allgemeine Geschichte (so der Titel der ersten Auflage) bzw. Die Weltgeschichte (ab der zweiten Auflage). Es erschien von der ersten Auflage (1844) bis zur siebten (1895–1897) in verschiedenen Ausführungen („für Gymnasien, Real- und höhere Bürgerschulen“; „für Mittelschulen“, „für Mittelschulen und zum Selbstunterricht“ u. a.) und mit wechselnden Untertiteln, die späteren Auflagen zumeist in drei Bänden (Altertum, Mittelalter, Neuzeit). Als treuer Sohn seiner Kirche förderte Bumüller alle katholischen Interessen.
Ab 1885 machte sich das Nachlassen seiner körperlichen und geistigen Kräfte bemerkbar, so dass er seiner geliebten Tätigkeit entsagen musste und auf ein schweres Krankenlager geworfen wurde. Am 13. September 1890 verschied der 79-Jährige infolge wiederholter Schlaganfälle hochangesehen in Ravensburg.

## Familienverhältnisse
Bumüller heiratete in Isny am 7. November 1837 Maria Katharina Anna Zengerle. Aus der Ehe gingen zwei Söhne hervor: zunächst Friedrich Bumüller, geb. in Kreuzlingen in der Schweiz am 14. Juli 1842, welcher in Tübingen Medizin studierte, dort zum Dr. med. promoviert wurde, und später Stadtarzt und Sanitätsrat in Ravensburg wurde. Ein Enkel des Johannes Bumüller war der katholische Pfarrer und Naturhistoriker Johannes Bumüller (Pfarrer). Der zweite Sohn Franz Josef wurde am 21. September in Ravensburg geboren und studierte von 1873 bis 1877 Jura an der Universität Tübingen.

## Schriften
- Sprachlehre für den Elementarlehrer. Mit besonderer Rücksicht auf Landschulen ausgearbeitet. Rueß, Weinfelden 1841.
- Die allgemeine Geschichte für Gymnasien und ähnliche Schulen. Verlags- und Sortimentsbuchhandel zu Belle-Vue, Belle-Vue bei Constanz 1844 (Digitalisat) des Georg-Eckert-Institutes.
- Die Weltgeschichte. Ein Lehrbuch für Mittelschulen. 2 Bände. Herder, Freiburg im Breisgau 1852 (2. Aufl.) (Digitalisat) der Bayerischen Staatsbibliothek.
- Lesebuch für katholische Volksschulen. 4 Teile. Herder, Freiburg im Breisgau 1852ff.
- (zusammen mit Ignaz Schuster, Bearb.): Bemerkungen zu dem Gebrauch des Lesebuchs für katholische Volksschulen. Herder, Freiburg im Breisgau 1852.
- Historisch-geographischer Atlas zu den Lehrbüchern der Weltgeschichte. Fünfundzwanzig colorierte Karten. Herder, Freiburg im Breisgau 1856.
- Geschichte der neuen Zeit für Mittelschulen und zum Selbstunterricht. (Vierte, verbesserte Auflage), Freiburg im Breisgau 1858.
- (zusammen mit Ignaz Schuster): Lesebuch für Volksschulen. 6 Teile. Herder, Freiburg im Breisgau 1861ff.
- (zusammen mit Ignaz Schuster):  Das Lesebuch in der Volksschule. Bemerkungen zu dessen Gebrauche. 3. verm. Auflage, Herder, Freiburg im Breisgau 1861.
- Erdkunde für die Jugend. Aus dem Lesebuch von Bumüller und Schuster. Herder, Freiburg im Breisgau 1865.
- Naturlehre für die Jugend. Aus dem Lesebuch von Dr. Bumüller und Dr. Schuster. 2. Auflage, Herder, Freiburg im Breisgau 1866.
- Lesebuch für Volksschulen (Teil 6). 8. Aufl., Herder, Freiburg im Breisgau 1871 (Digitalisat)
- Wallenstein. Herder, Freiburg im Breisgau 1880 (= Sammlung historische Bildnisse; Serie 4,10).
- (zusammen mit Ignaz Schuster): Deutsche Fibel. 2 Teile. Neue, illustrierte Ausgabe nach der analytisch-synthetischen Methode bearbeitet von R. Lippert. Herder, Freiburg im Breisgau 1883ff.
- Bilder aus der Weltgeschichte 12., verb. Aufl., Herder, Freiburg im Breisgau 1895 (Digitalisat)
- Erdkunde 2., verb. Auf., Herder, Freiburg im Breisgau 1900 (Digitalisat)